# Константиновка (Днепропетровская область)
Константиновка (укр. Костянтинівка) — село, Березноватовский сельский совет, Солонянский район, Днепропетровская область, Украина.
Код КОАТУУ — 1225081203. Население по переписи 2001 года составляло 105 человек .

## Географическое положение
Село Константиновка находится на берегах реки Грушевка, выше по течению на расстоянии в 2 км расположено село Голубиновка, ниже по течению на расстоянии в 1 км расположено село Березноватовка. Река в этом месте пересыхает, на ней сделано несколько запруд.